# Martin Lukeš
Martin Lukeš (Bruntál, 17 novembre 1978) è un ex calciatore ceco, di ruolo centrocampista.

## Carriera

### Club

#### Baník Ostrava
Nato a Bruntál, città a pochi chilometri da Ostrava, cresce calcisticamente nello Slavoj Bruntál tra il 1984 e il 1989 quando entra nel settore giovanile della maggiore realtà calcistica di Ostrava, il Baník Ostrava.
Passa otto anni nelle giovanili del club, prima di venir promosso in prima squadra, nel 1997.

#### L'esperienza allo Slavia e il ritorno al Baník
Tra il 1992 e il 2003 la squadra si mantenne ai massimi livelli del calcio ceco e nel 2004 Lukeš si trasferisce a Praga per giocare nello Slavia, giungendo al quarto posto in campionato. Nella stessa stagione il Baník aveva trionfato in campionato e Lukeš decide così di ritornare ad Ostrava nel 2005. La squadra riesce nuovamente ad arrivare in finale di Coppa della Repubblica Ceca e a superare lo Slovácko per 2-1. Nel 2006 la squadra giunge per il terzo anno di fila in finale di coppa: come nel 2004 vengono battuti dallo Sparta Praga, questa volta ai rigori per 4-2 dopo lo 0-0 dei tempi supplementari. Tra il 2007 e il 2009 la squadra riesce a vivere campionati tranquilli nella zona medio-alta della classifica e nel 2010 sfiora la vittoria in campionato: fatale è il pareggio all'ultima giornata contro il Marila Pribram che regala il campionato allo Sparta Praga e il secondo posto allo Jablonec.

## Palmarès

### Club
- Coppa della Repubblica Ceca: 1

Baník Ostrava: 2004-2005

### Individuale
- Talento ceco dell'anno: 1

1997